# ولیلی
وُلیلی (به غربی: (به عربی: وليلي)، در زبان‌های اروپایی: Volubilis) از شهرهای باستانی کشور مراکش است. ولیلی در سه کیلومتری باختر شهر مولای ادریس زرهون قرار گرفته است.

## نگارخانه

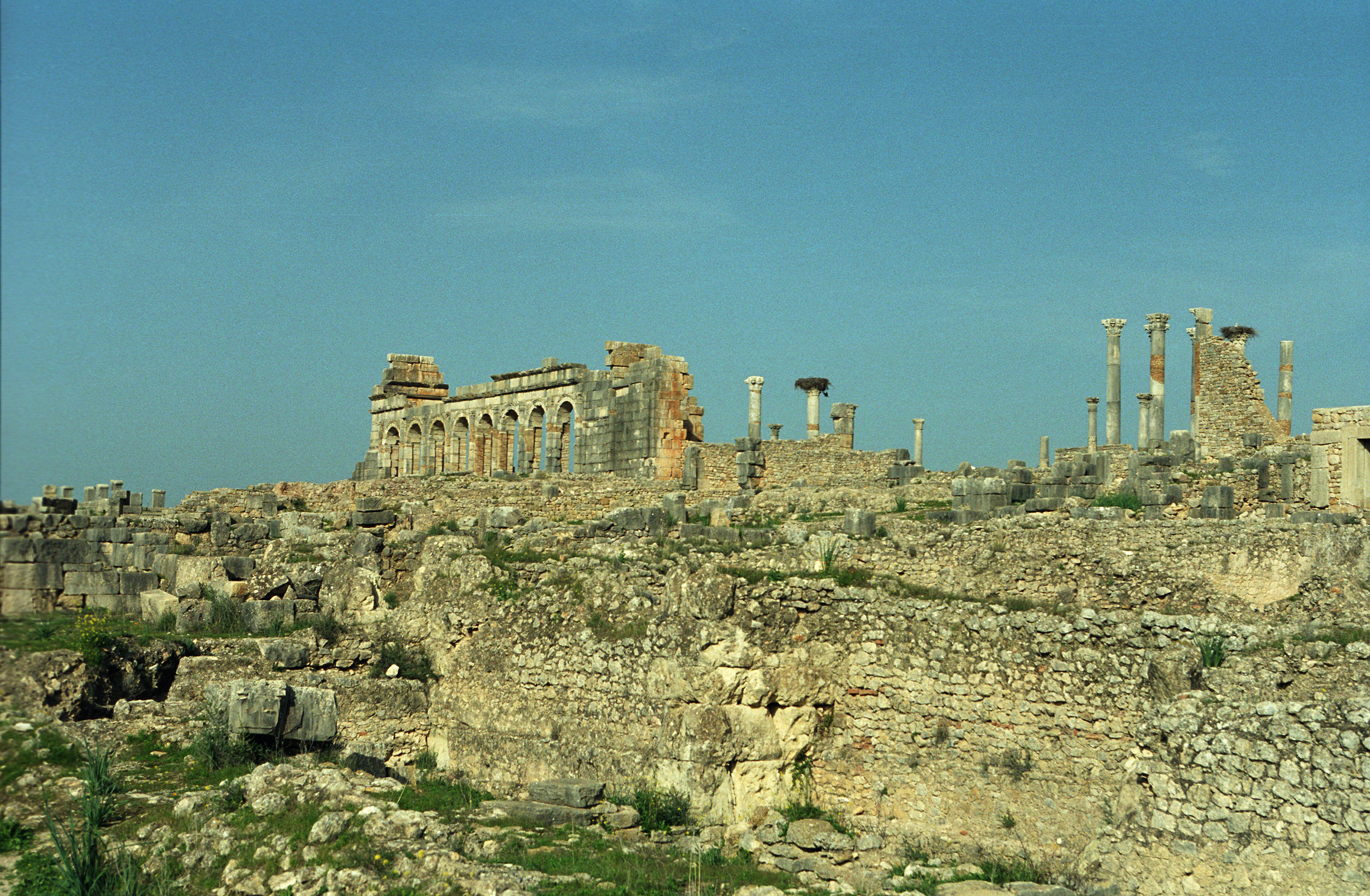
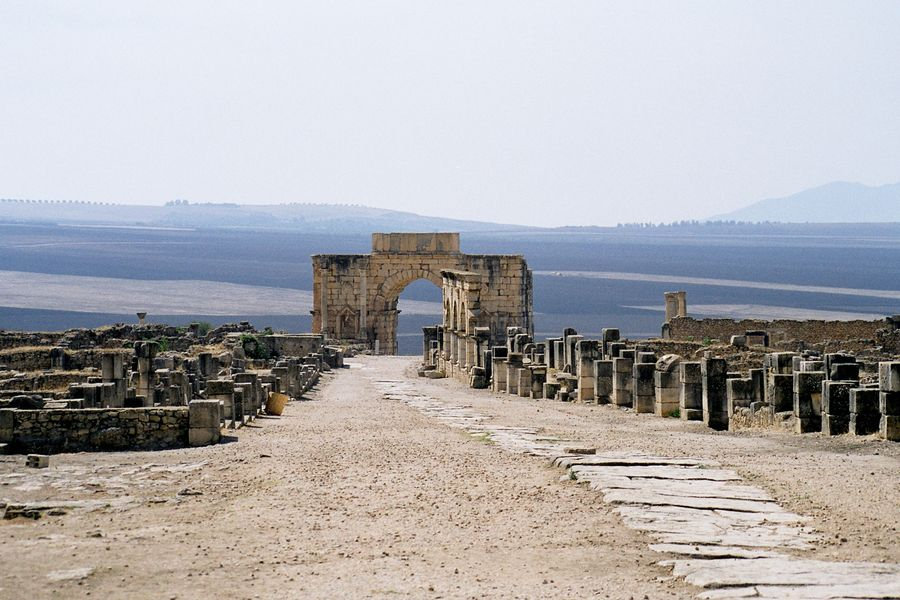
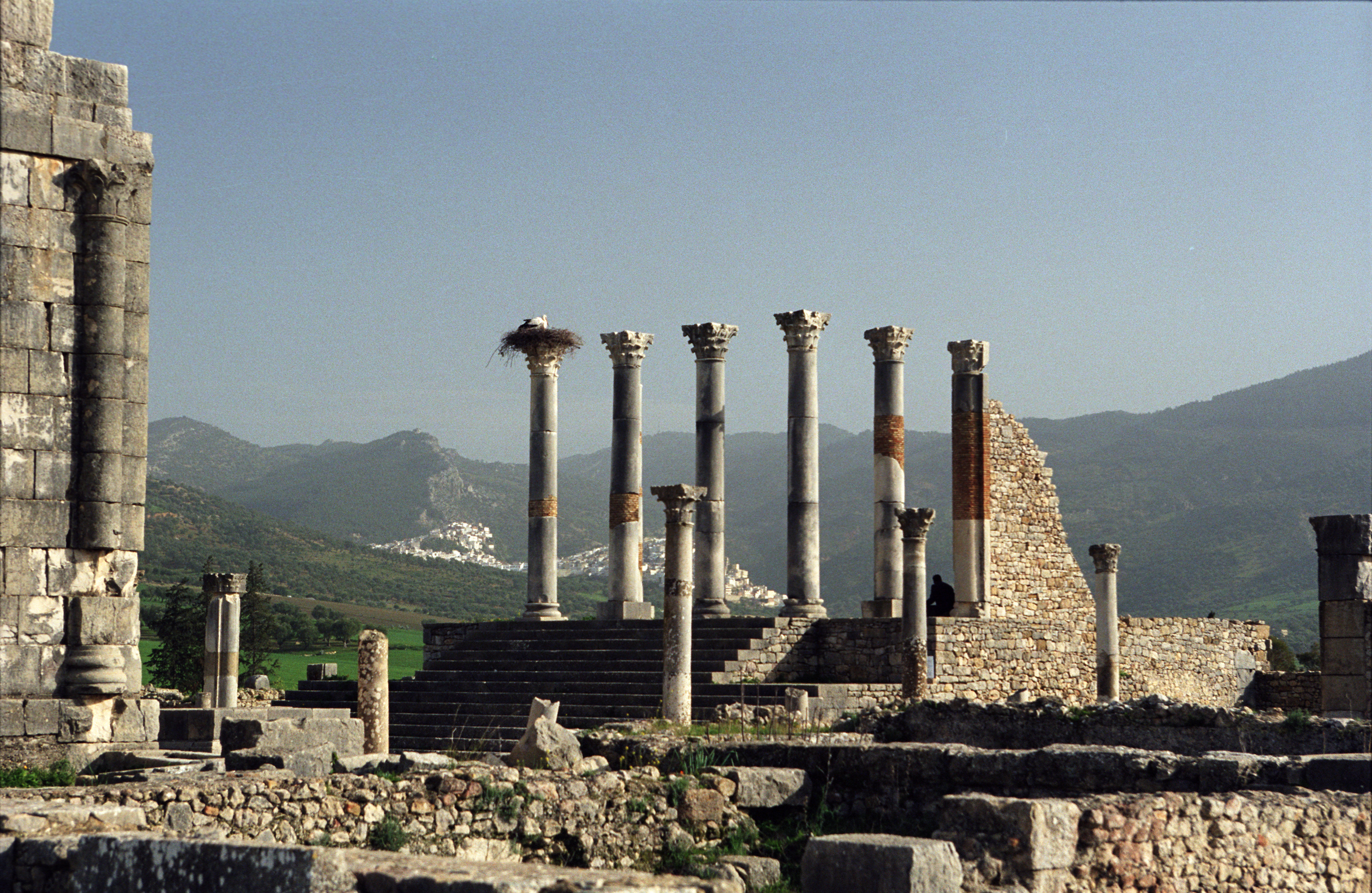
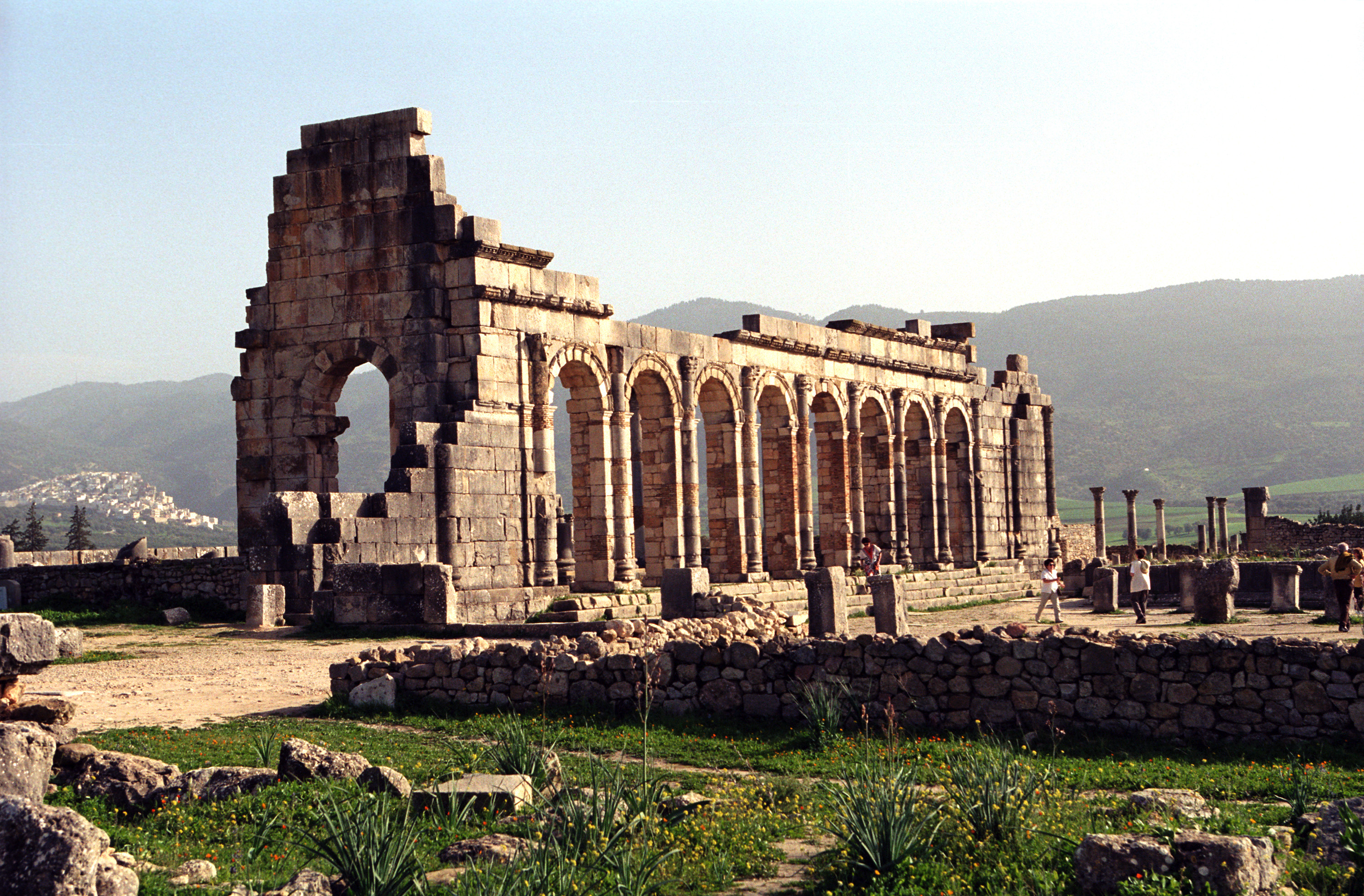
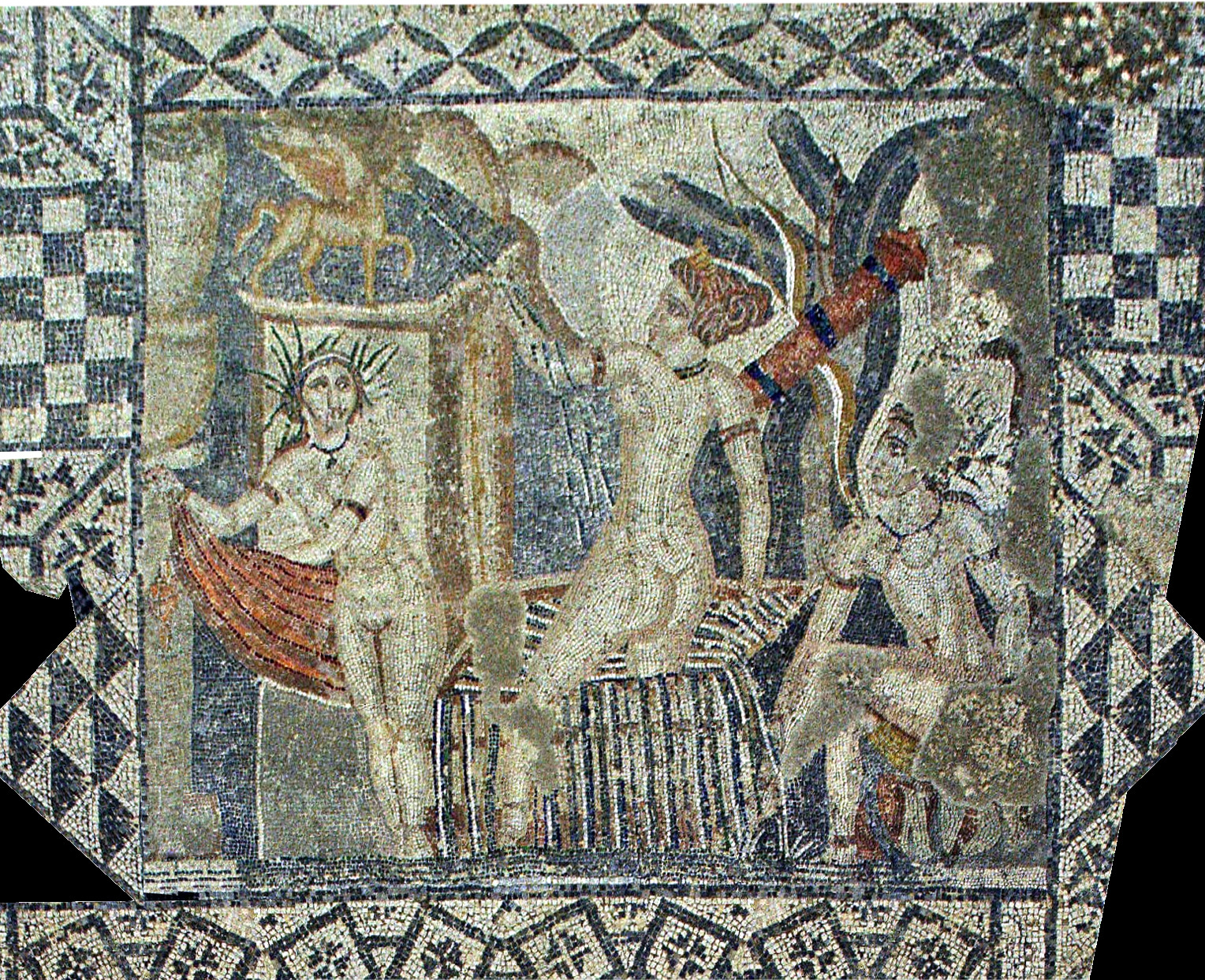
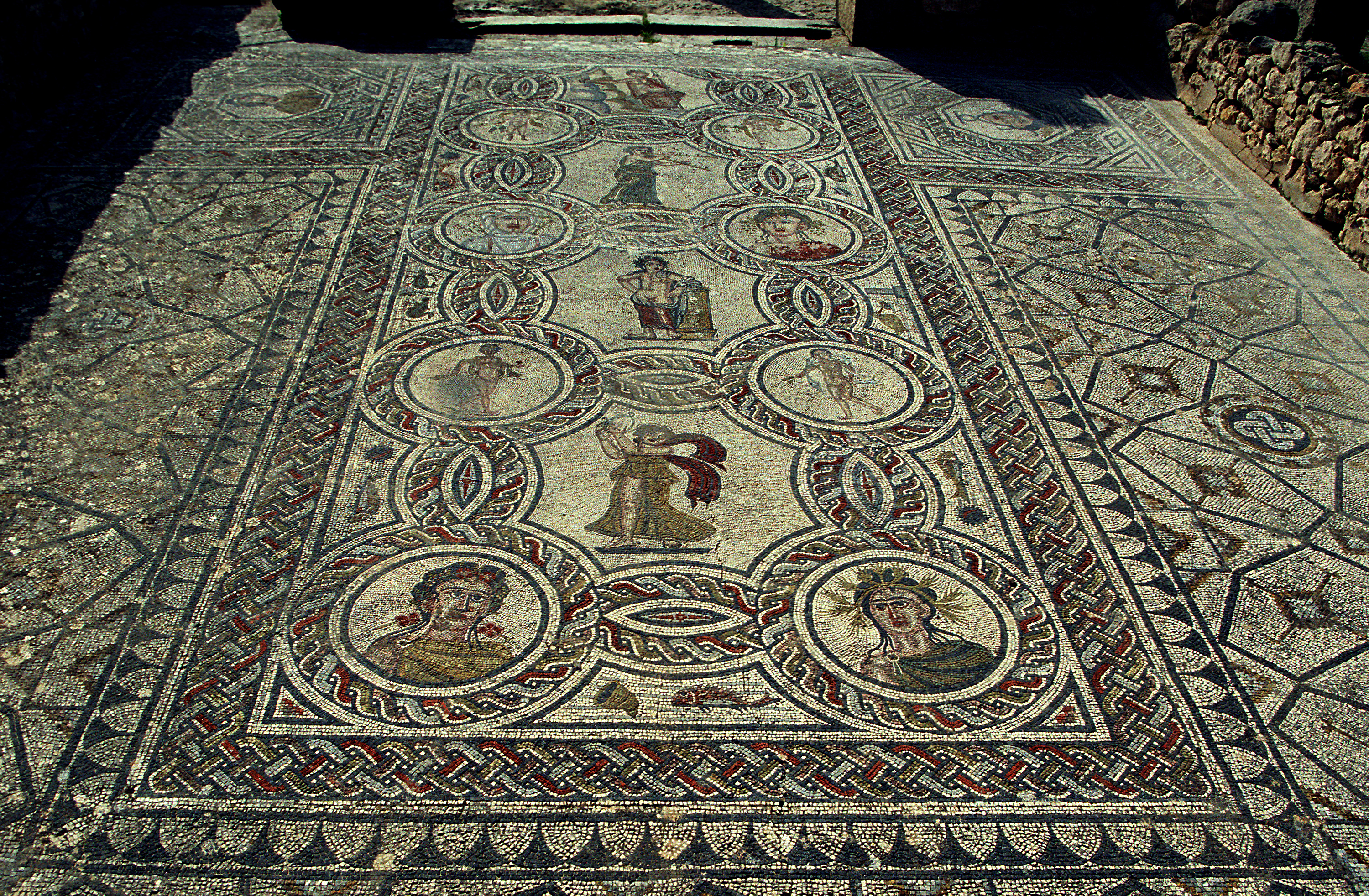
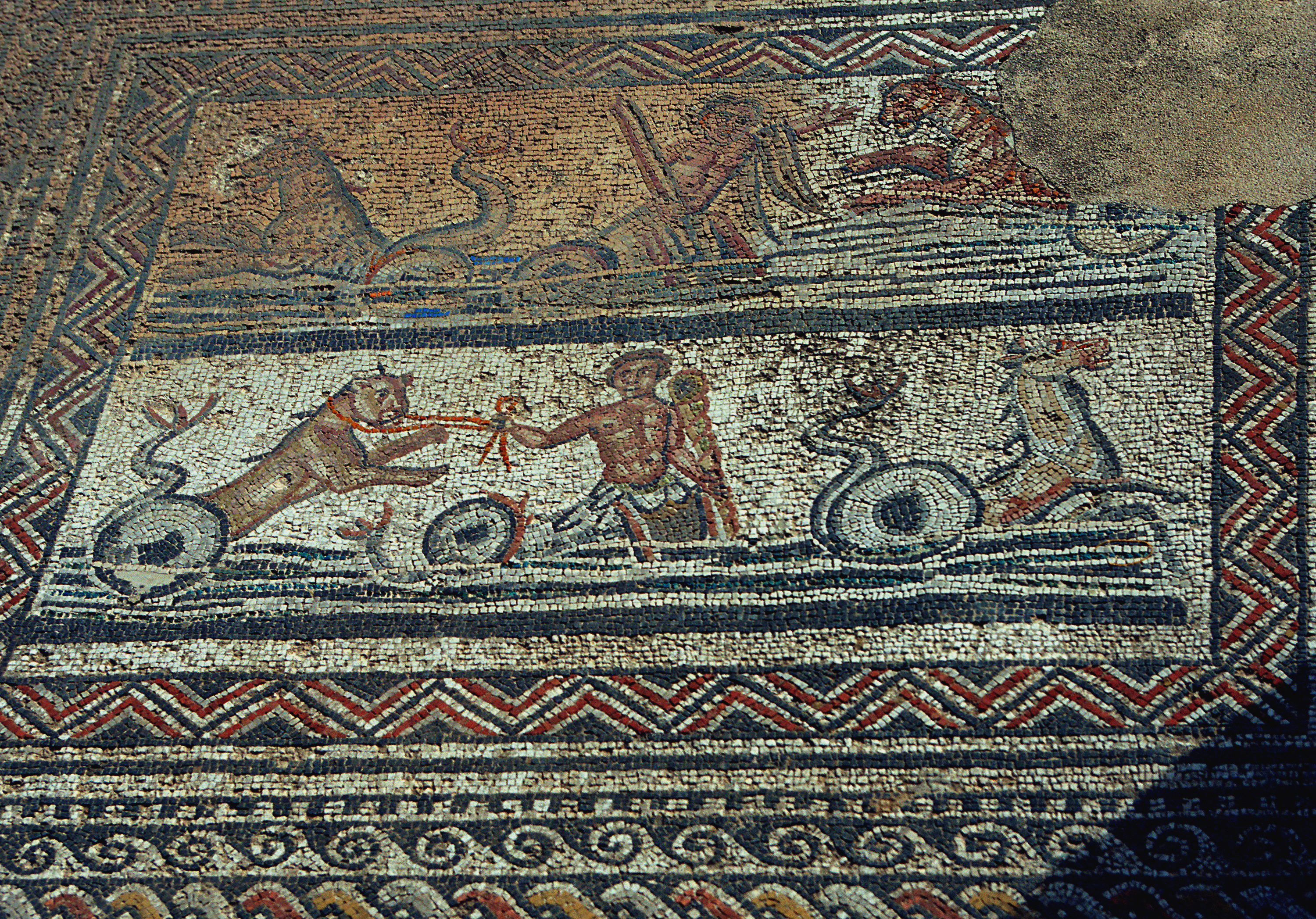
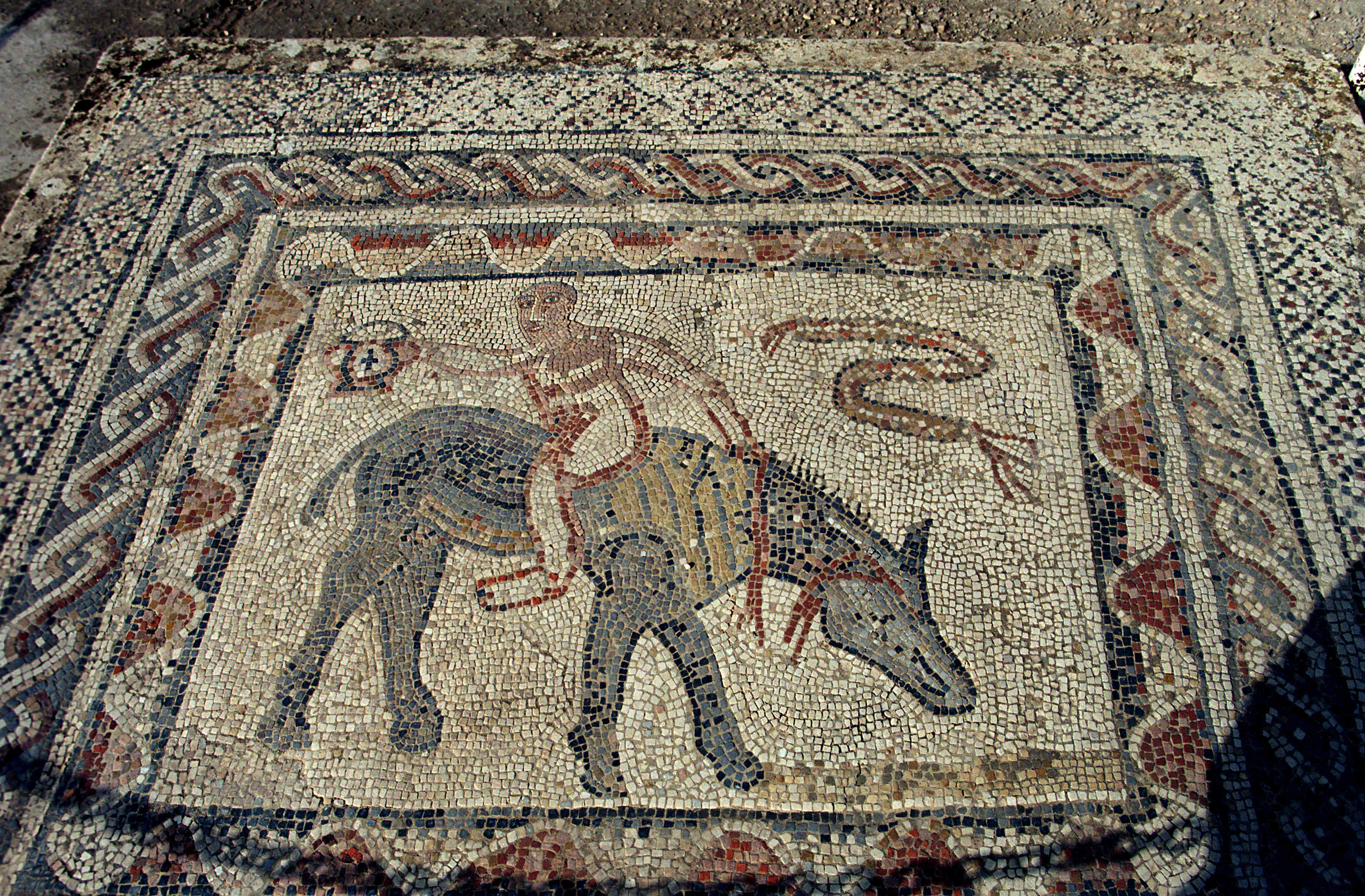
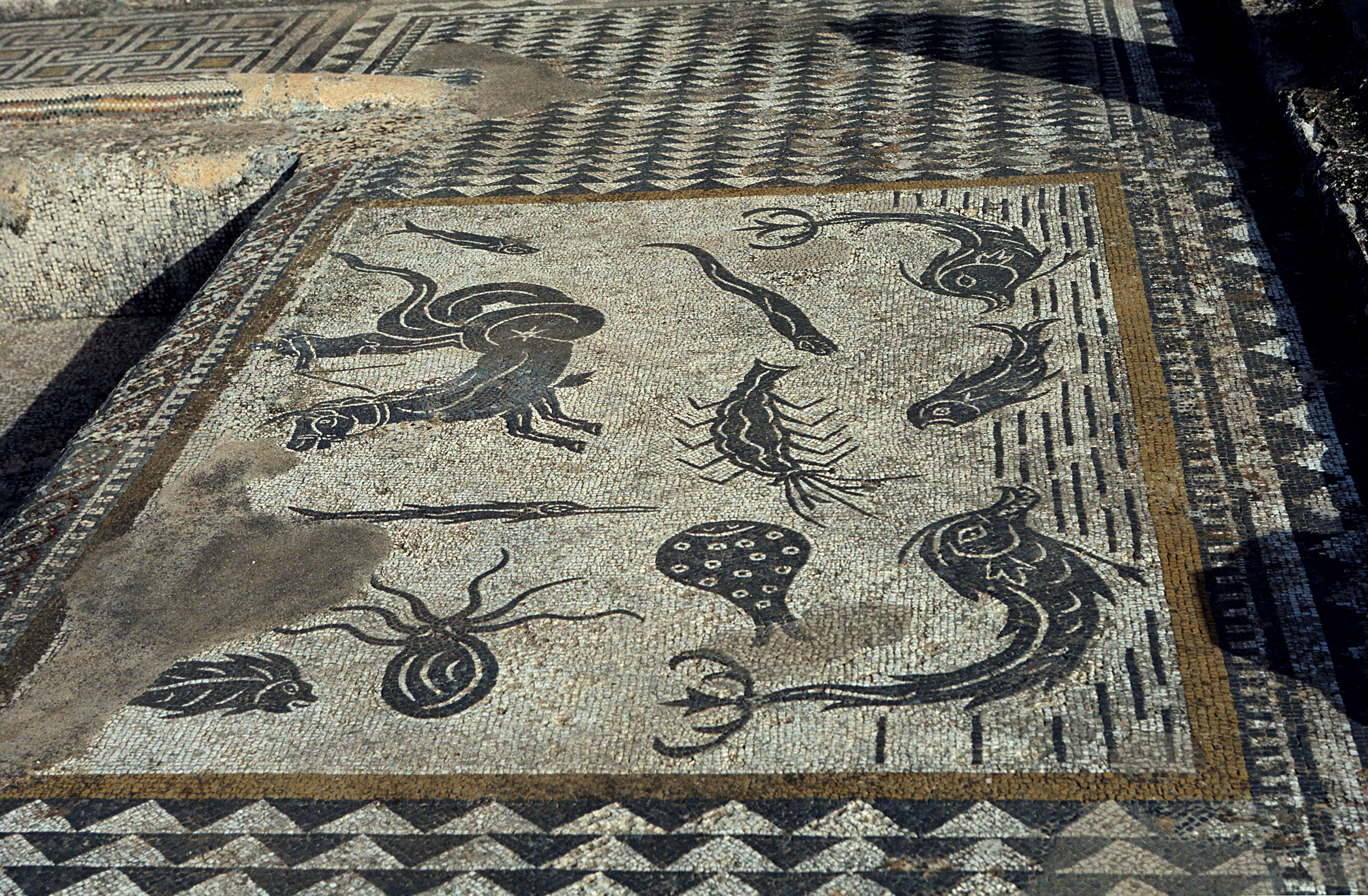